# Červený kostel (Litoměřice)
Červený kostel v Litoměřicích, bývalý Evangelický kostel v Litoměřicích je novogotickým kostelem ze začátku 20. století, který v průběhu dějin sloužil několika nekatolickým církvím. Nachází se v Litoměřicích-Předměstí v Jiráskových sadech.

## Historie
Kostel byl vystavěn v letech 1901–1902 litoměřickým stavitelem Mannem podle plánu lipského architekta Paula Langeho jako filiální pro potřebu litoměřických německých luteránů spadajících pod farní sbor v Habřině. Nesl název Kostel Vykupitele (Erlöserkirche). Pozemek pro stavbu věnoval Ferdinand Kutscher. Základní kámen byl položen 21. dubna 1901; dostavěný kostel byl posvěcen 1. června 1902. Od roku 1906 byl farním kostelem nově ustaveného sboru v Litoměřicích. Po rozpadu Rakousko-Uherska náležel Německé evangelické církvi v Čechách, na Moravě a ve Slezsku. Po jejím zrušení a konfiskaci majetku církve po 2. světové válce kostel krátce užívala Českobratrská církev evangelická a následně jej získala do vlastnictví Církev československá. Kostel chátral a dokonce sloužil jako skladiště při výstavbě nedalekého sídliště Kocanda. V období politického uvolnění tzv. pražského jara převzal zchátralý kostel sbor Bratrské jednoty baptistů, který jej začal po opravě užívat od roku 1970. Od roku 1973 jsou baptistický sbor a husitská náboženská obec spoluvlastníky objektu. V letech 1986–1989 byl interiér kostela komplexně rekonstruován pod vedením Ing. Slavomíra Slámy, kdy byla loď horizontálně přepažena.

## Popis
Jeden z typických tzv. červených kostelů v dříve německy mluvícím pohraničí. Kostel s hranolovou lodí, odsazeným polygonálně ukončeným presbytářem a věží v čele západního průčelí. Postaven z režného cihelného zdiva v novogotických formách. V původním evangelickém kostele bylo kolem 350 míst k sezení. Po úpravě z 80. let 20. století je interiér předělen patrem. V horní části vznikl bohoslužebný prostor a v přízemí bylo vybudováno zázemí (místnost pro děti a dorost, kancelář, kuchyňka a sociální zařízení). Nad vstupním portálem je reliéf Krista.